# パンツァーヴェルファー
パンツァーヴェルファー（独: Panzerwerfer）は、第二次世界大戦期にドイツで生産されたネーベルヴェルファー（多連装ロケット砲）を搭載した半装軌式の装甲自走砲である。オペル製マウルティアをベースとしたもの、その後継車両の重国防軍牽引車をベースとしたものの2種がある。

## 概略
大戦中盤以降、ドイツは軍用トラックの不整地走破性を高めるため、後輪部分を装軌式に改造した簡易ハーフトラック、マウルティアを多数生産した。マウルティアは主に、フォード、オペル、マギルス（KHD）各社の3tトラックをもとに作られた。
1943年、このうち、オペル製マウルティアに装甲を施し、15cmロケット砲を搭載する自走砲の開発命令が下された。ドイツ軍のロケット砲、ネーベルヴェルファーはすでに牽引式のものが使われていたが、発射炎・煙が大きく発射位置が簡単に判ってしまうこと、しかも射程はそれほど大きくなく前線近くで使用されることから敵の攻撃目標になりやすく、迅速な陣地移動が可能な自走化が求められていたためである。
自走砲化にあたり、上面を含め全周に8mmの装甲が施され、運転室に比べ一段低い後部は弾薬スペースで、その上面にロケットランチャーが270度旋回可能な台座を介して据え付けられた。牽引式の15cmネーベルヴェルファーは円形に6連装だったが、自走砲化されたものはランチャーが5本ずつ2段の10連装に改められていた。制式化された車輌は、15cm42式装甲ロケット砲自走砲（15-cm-Panzerwerfer 42 auf Sf）、Sd.Kfz. 4/1と名付けられた。
自走砲とともに、共通の装甲車体を持つがロケットランチャーは搭載しない弾薬運搬車（Munitionskraftwagen für Nebelwerfer）も製作された。これは従来、ロケット砲搭載車に随伴する専用の運搬車とされてきたが、実際には牽引式ロケット砲の牽引・弾薬運搬用にも使用されたらしい。
オペル製15cmパンツァーヴェルファーは、1943年4月から1944年3月にかけて300両、装甲弾薬運搬車は289両が生産された。また、1944年6月には、19両の弾薬運搬車がロケット砲搭載型に改装された。

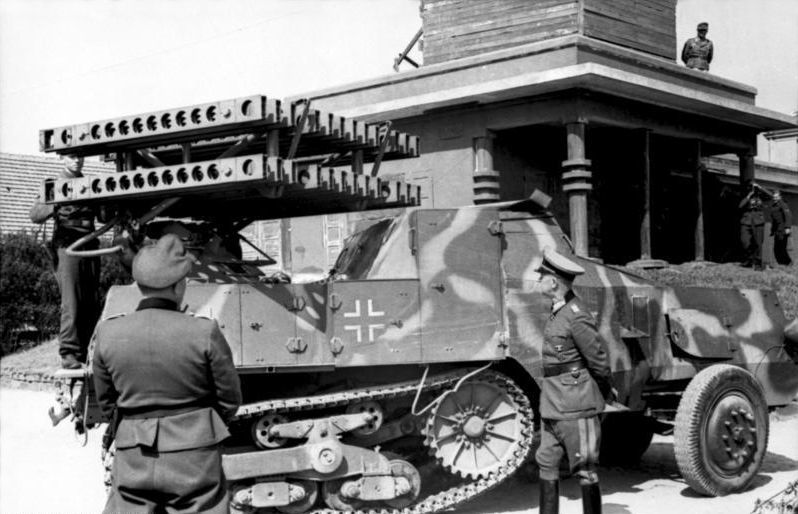
8cmロケットランチャーを、フランス製装甲ハーフトラックに搭載した、ソミュアMCL m ZgKw S303(f)（1944年5月）

また、15cmネーベルベルファーでなく、ソ連のカチューシャをコピーした、24連装（レールの上下に装備で48発）の8cmロケットランチャーを搭載したタイプも存在する。これは実寸口径78mmで、広域に多数の小型ロケット弾を散布でき有効と判断され、大量生産が具申されたがヒトラーが認めなかったため、少数の使用に終わった。おそらくSS部隊のみで使われた特製車輌で、大部分は既存のパンツァーヴェルファーまたは弾薬運搬車から改装されたものと思われ、マウルティア以外のフランス製装甲ハーフトラックに搭載した物もある。
1944年、新型のハーフトラックである重国防軍牽引車（sWS）の生産が軌道に乗ると、マウルティア・ベースのパンツァーヴェルファーの後継車両として、これをベースとした新型が作られた。車体前半は、sWSの装甲型共通の形状で、後部車体にはマウルティア・ベースのものと似た装甲された弾薬収納部を新設、同様にその天井に15センチ42式ロケット砲を搭載した。sWSベースのパンツァーヴェルファーは、マウルティア・ベースのものに比べ不整地走行性に優れ、搭載弾薬数も多かった。生産されたのが大戦末期であり、生産台数ははっきりしない。

## 登場作品
『War Thunder』
15cmロケット搭載バージョンがドイツの課金車輌として登場。
『Enlisted』
15cmロケット搭載バージョンがノルマンディーキャンペーンにてドイツの課金車輌として登場。
『トータル・タンク・シミュレーター』
ドイツの自走ロケット砲PANZERWERFERとして15cmロケット搭載バージョンが登場。